# Заздравных, Валентина Михайловна
Валенти́на Миха́йловна Заздра́вных (в замужестве — Дунаева; 24 ноября 1954 — 30 июня 2023) — советская хоккеистка на траве, полевой игрок: тренер. Бронзовый призёр летних Олимпийских игр 1980 года, бронзовый призёр чемпионата мира 1981 года.

## Биография
Валентина Заздравных родилась 24 ноября 1954 года.
С пятого класса занималась гандболом под руководством Миримана Кима в Андижанской школе высшего спортивного мастерства. Играла за сборную Узбекской ССР по гандболу на Спартакиаде школьников 1972 года в Киеве, на летней Спартакиаде народов СССР 1971 года. Окончила андижанскую школу № 14 в 1972 году и Андижанский государственный педагогический институт языков.
Играла в хоккей на траве за «Андижанку», в составе которой дважды выигрывала чемпионат СССР (1979—1980), а также первый всесоюзный турнир по женскому хоккею на траве в честь Международного женского дня в марте 1977 года и всесоюзный турнир в Ташкенте в сентябре 1978 года.
В 1980 году вошла в состав женской сборной СССР по хоккею на траве на летних Олимпийских играх в Москве и завоевала бронзовую медаль. Играла в поле, провела 5 матчей, мячей не забивала.
В 1981 году завоевала бронзовую медаль чемпионата мира в Буэнос-Айресе.
Мастер спорта международного класса.
После двух побед «Спартака» в чемпионате СССР стала играющим тренером, затем несколько лет работала тренером в спортинтернате «Андижанки».
В 1995 году вместе с семьёй переехала из Узбекистана в Брянскую область. Работала продавщицей в продуктовом магазине, уборщицей.
Проживала в Москве.
Скончалась 30 июня 2023 года.

## Семья
Муж Валентины Заздравных играл в хоккей на траве за «Мехнат» из Андижана. Есть три внучки и внук.